# Natascha Pfeiffer
Natascha Pfeiffer (* 7. Juni 1972 in Berlin) ist eine ehemalige deutsche Schauspielerin.

## Leben
Natascha Pfeiffer wurde einem breiten Publikum durch ihre Rolle der Marina Geppert in der Seifenoper Gute Zeiten, schlechte Zeiten bekannt. Dort gehörte sie zum Stammcast der ersten Stunde. Nachdem Pfeiffer nach zwei Jahren aus der Serie ausgestiegen war, zog sie in die USA, wo sie sich aus dem Geschäft zurückzog.  

## Filmographie
- 1988: Praxis Bülowbogen
- 1992–1993: Gute Zeiten, schlechte Zeiten als Marina Geppert-Richter geb. Geppert